# Ambroży Szuniewicz
Ambroży Szuniewicz (ur. 1810 w Polanach koło Oszmiany, zm. 22 września 1874 w Vierzon) – oficer powstania listopadowego, członek Towarzystwa Demokratycznego Polskiego we Francji. 
Był synem szlachcica Dionizego Szuniewicza i jego żony Rozalii z Paszkiewiczów. W czasie powstania listopadowego był podporucznikimn w 6 Pułku Strzelców Konnych. Latem 1831 wraz ze swoim oddziałem  przekroczył granicę pruską i tam został internowany. Po roku udało mu się opuścić Prusy na pokładzie statku „La Vigilante”. 24 czerwca 1832 wraz z grupą 164 powstańców wypłynął z Piławy, a portem docelowym było Bordeaux. Po przybyciu do Francji został skierowany do zakładu dla emigrantów polskich w Issoudun. Tamże w latach 1837-1844 był członkiem Zjednoczenia, a w 1848 został przyjęty do Towarzystwa Demokratycznego Polskiego. Jego majątek pozostawiony na terenie byłego Wielkiego Księstwa Litewskiego został skonfiskowany przez władze carskie. 
Ambroży Szuniewicz ożenił się z Adèle Fouilloux. Pobrali się 5 września 1835 w Issoudun. Zmarł jako wdowiec w dn. 22 marca 1874 w Vierzon.